# Hustopeče
Ne doit pas être confondu avec Hustopeče nad Bečvou.
Hustopeče (/ˈɦustopɛtʃɛ/, en allemand : Auspitz) est une ville du district de Břeclav, dans la région de Moravie-du-Sud, République tchèque. Sa population s'élevait à 6 398 habitants en 2024.

## Géographie
Hustopeče se trouve à 24 km au nord-nord-ouest de Břeclav, à 30 km au sud-est de Brno et à 209 km au sud-est de Prague.
La commune est limitée par Velké Němčice, Křepice et Nikolčice au nord, par Kurdějov et Starovičky à l'est, par Šakvice et Strachotín au sud, et par Popice, Starovice et Velké Němčice à l'ouest.

## Histoire
Les plus anciennes mentions écrites de la localité datent du XIIIe siècle.

## Galerie

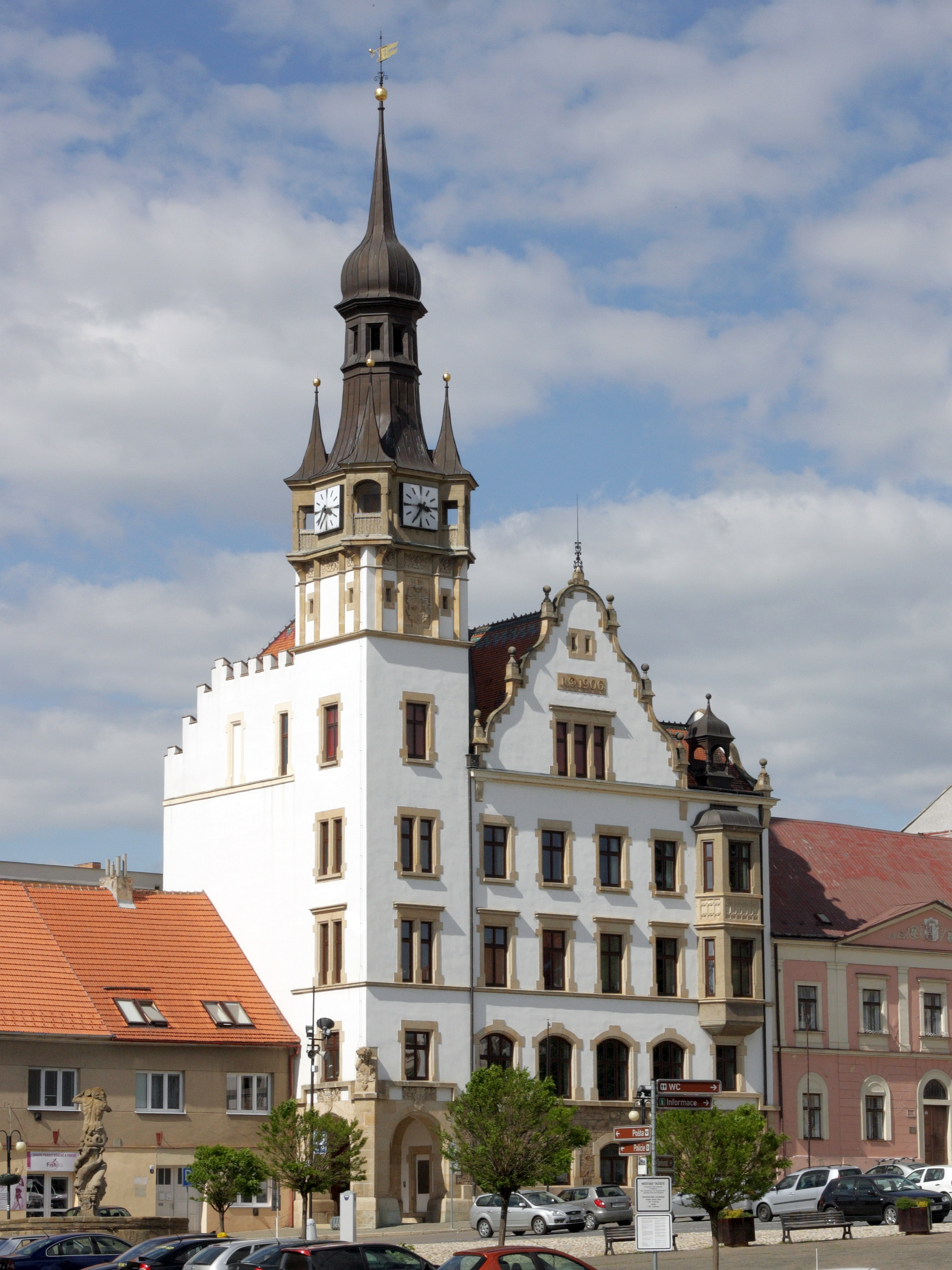
Hôtel de ville.
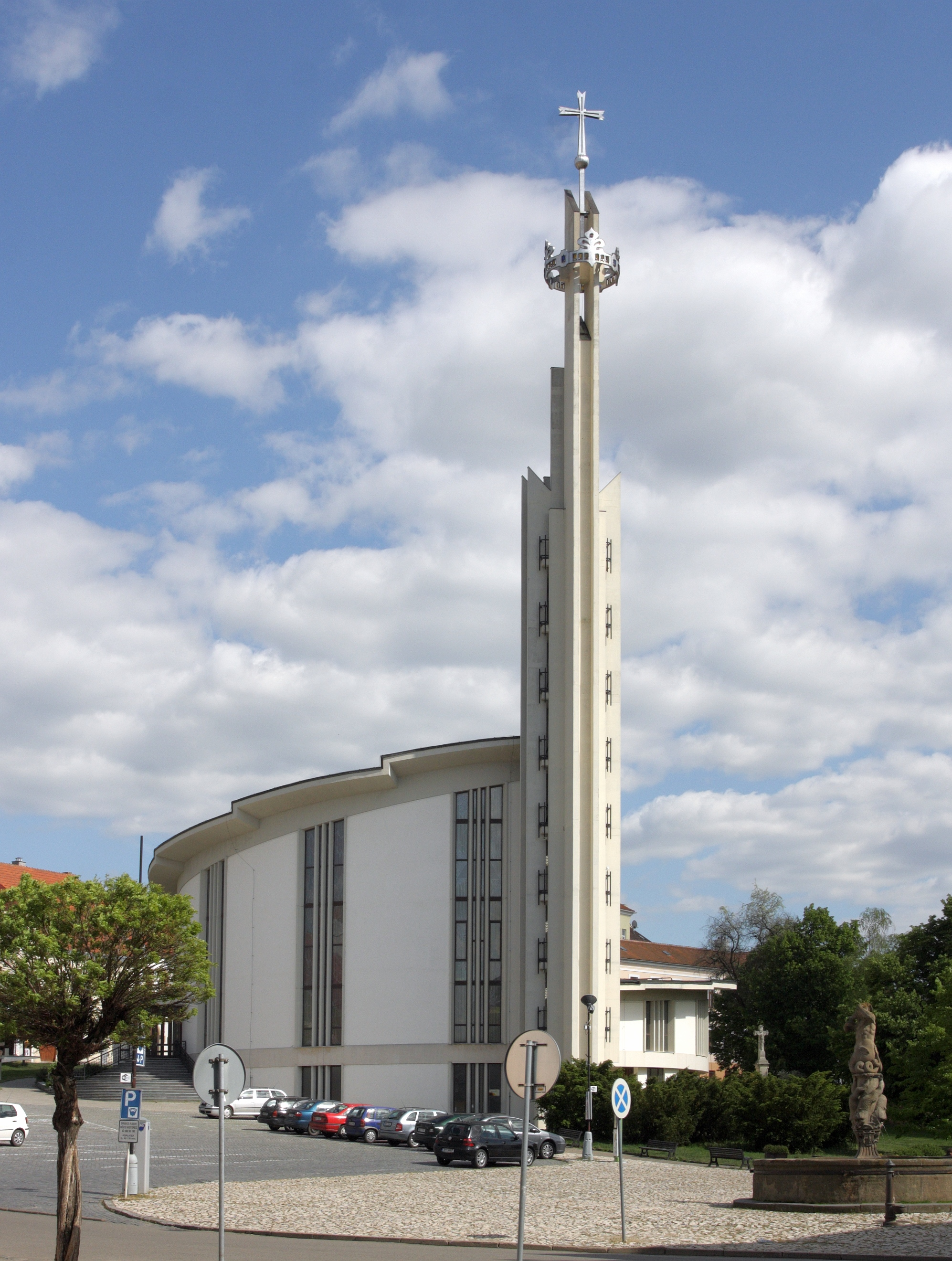
Église Saint-Venceslas.
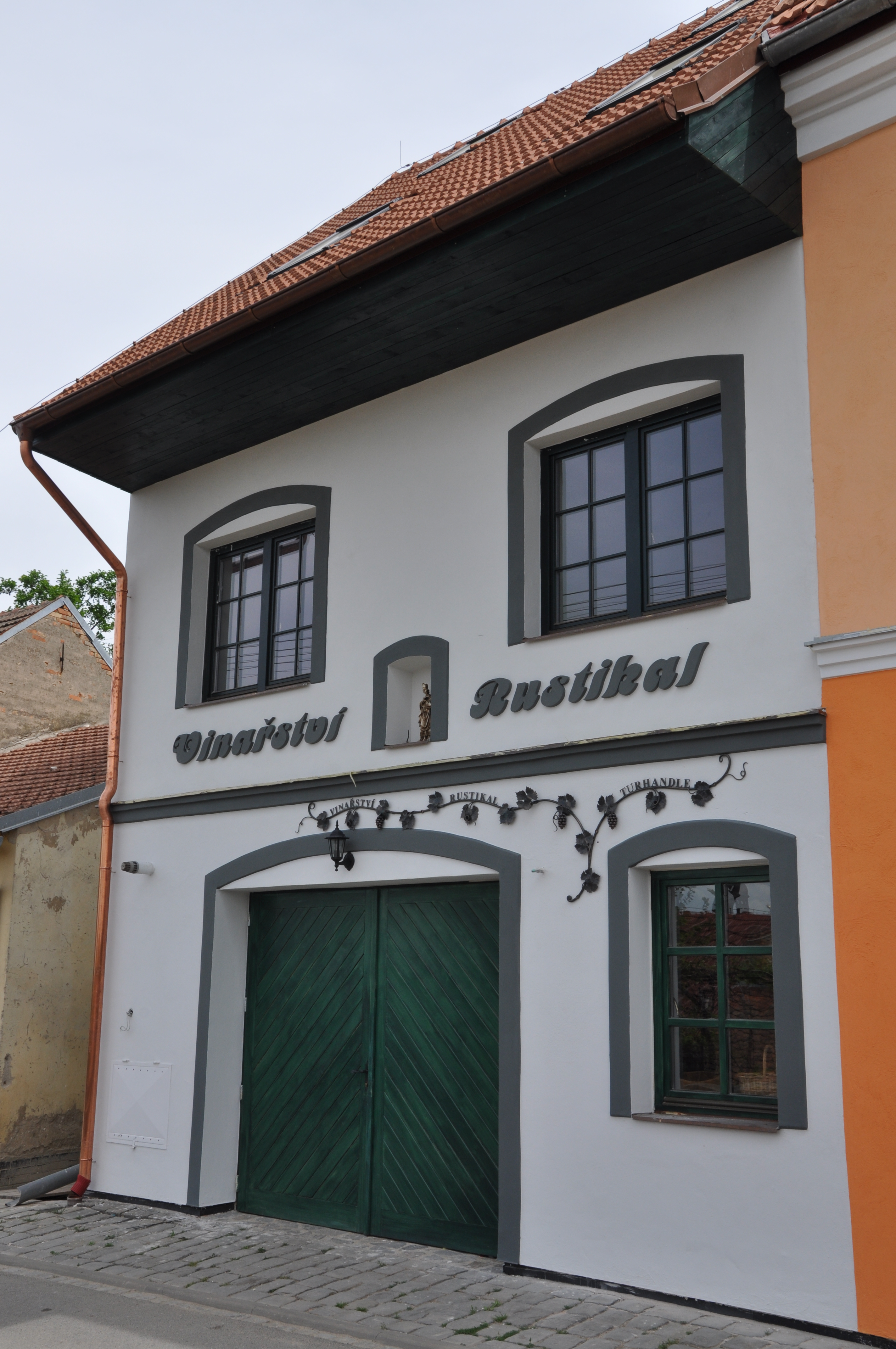
Cave à vin.

## Transports
La commune est desservie par l'échangeur no 25 de l'autoroute D2, qui relie Brno à la frontière slovaque et constitue une section de la route européenne 65. Par la route, Hustopeče se trouve à 30 km de Břeclav, à 31 km de Brno et à 234 km de Prague.